# 瑞典公民法
瑞典的国籍法决定是否给个人瑞典公民身份。瑞典国籍主要依据是根据血统原则，国籍由出生时的双亲国籍决定，不考虑出生地。换句话说，出生地在瑞典的人士，如果父母是外国国籍，本人将无法获得瑞典国籍。如果未来居住在瑞典則将有可能获得瑞典国籍。
现行的瑞典国籍法是于2001年7月1日更改执行的，并进行了大量的修改。该次更改赋予双重国籍的权利。
外国国籍的人士可以通过归化获得瑞典国籍身份。外国人获得瑞典国籍的条件为：持有永久居留许可（除了北欧公民，EEA的公民居住在瑞典五年等同于拥有永久居留许可）并且在瑞典居住至少五年以上。瑞典与欧洲国家比利时、爱尔兰和意大利一样并不对语言和国家文化有任何要求。
瑞典公民同时也是欧盟公民，因此瑞典国籍人士享有欧盟境内自由迁徙和欧盟议会投票的权利。

## 出生
2015年4月1日起出生者，只要滿足任一條件，一名孩童自然獲得瑞典籍：
- 出生時，雙親之一是瑞典公民
- 亡親曾為瑞典公民

2015年4月1日前出生者，只要滿足
- 孩童父親為瑞典公民，並與孩童母親結婚
- 孩童父親為瑞典公民，孩童為非婚生子女，且在瑞典出生
- 孩童母親為瑞典公民，孩童在不早於1979年7月1日出生

## 收養
未滿12歲的孩童，經瑞典公民收養，且滿足以下條件，則自然獲得瑞典籍
- 該孩童之收養為瑞典的決定，或北歐理事會成員國之決定
- 該孩童之收養由非上述的其他國家決定，並經瑞典家庭扶助局（瑞典语：Myndigheten för familjerätt och föräldraskapsstöd）核可
- 該孩童之收養符合瑞典法律

## 歸化

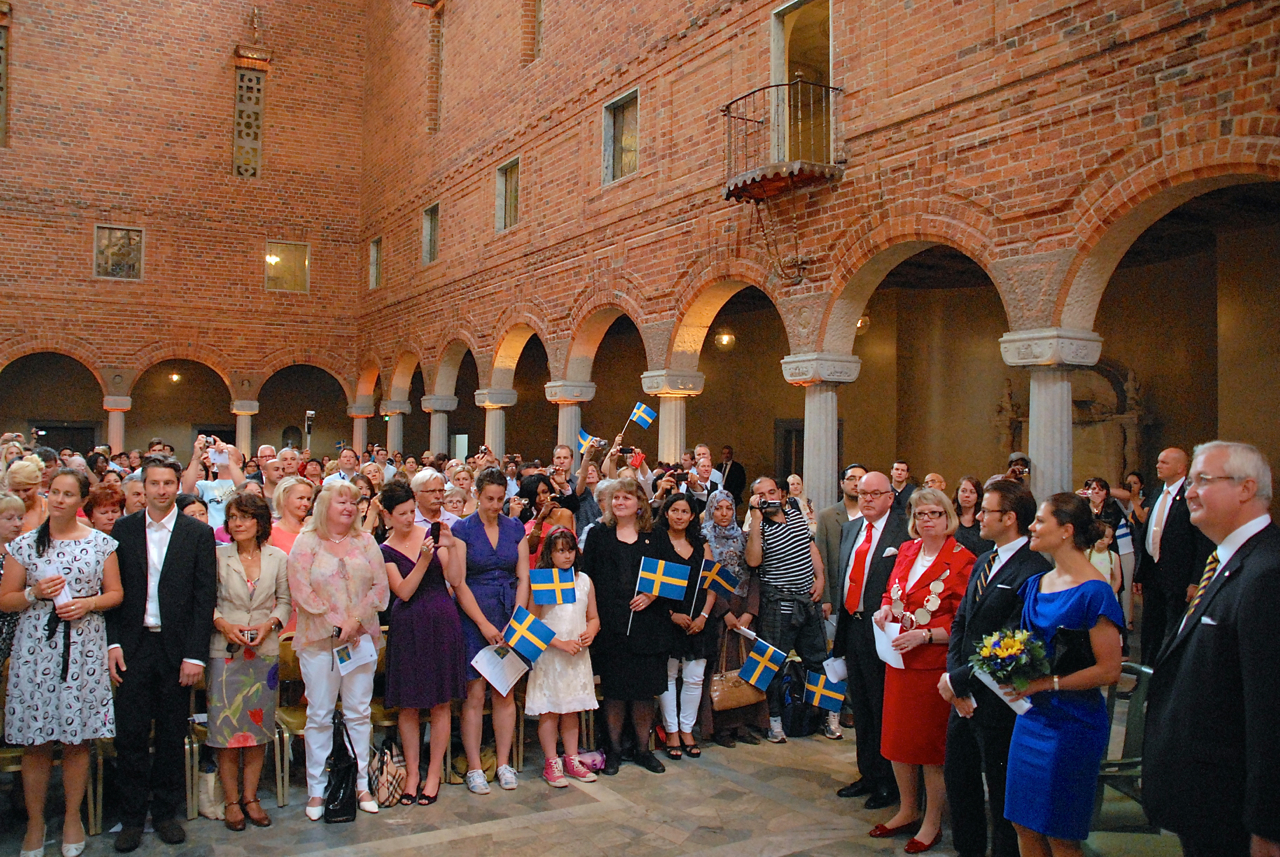
2011年6月6日歸化瑞典籍典禮，於斯德哥爾摩市政廳

一名外國籍人士滿足以下條件，可歸化瑞典籍：
- 可證明身分
- 滿18歲
- 享有永久居留權
- 具備居留證資格
- 符合長住條件要求
- 在瑞典期間表現良好

## 放棄公民權
瑞典接受雙重國籍，但非瑞典出生者，在22歲時喪失瑞典公民權，除非在其18-21歲期間獲准保留。
符合以下例外者，自動保留瑞典籍：
- 曾在瑞典居住
- 曾待過瑞典，並與瑞典有所關聯
- 在北歐理事會任一國居住7年[3]

## 參閲
- 瑞典稅務（英语：Taxation in Sweden）
- 瑞典稅務局（英语：Swedish Tax Agency）